# Gnathophis longicauda
Gnathophis longicauda är en fiskart som först beskrevs av Ramsay och Ogilby, 1888.  Gnathophis longicauda ingår i släktet Gnathophis och familjen havsålar. Inga underarter finns listade i Catalogue of Life.